# Liste der Naturdenkmale in Bad Wurzach
| Naturdenkmale | Anzahl |
| ------------- | ------ |
| FND           | 53     |
| END           | 14     |
| Gesamt        | 67     |

Die Liste der Naturdenkmale in Bad Wurzach nennt die verordneten Naturdenkmale (ND) der im baden-württembergischen Landkreis Ravensburg liegenden Stadt Bad Wurzach. In Bad Wurzach gibt es mit Stand 31. Oktober 2016 insgesamt 67 als Naturdenkmal geschützte Objekte, davon 53 flächenhafte Naturdenkmale (FND) und 14 Einzelgebilde-Naturdenkmale (END).

## Einzelgebilde (END)
| Name                                       | Bild | Kennung     | Einzelheiten | Position | Fläche Hektar | Datum         |
| ------------------------------------------ | ---- | ----------- | ------------ | -------- | ------------- | ------------- |
| Esche n. Brodbacherhof                     | BW   | 84360101508 | Bad Wurzach  | ⊙        | 0,0           | 29. Aug. 1973 |
| Eschen in Eintuernenberg                   | BW   | 84360104802 | Bad Wurzach  | ⊙        | 0,0           | 11. Juli 1957 |
| Fichte an der Mausgrube                    | BW   | 84360101506 | Bad Wurzach  | ⊙        | 0,0           | 31. Okt. 1969 |
| Findlingsblock                             | BW   | 84360104801 | Bad Wurzach  | ⊙        | 0,0           | 18. Jan. 1937 |
| Linde in Albers                            | BW   | 84360104611 | Bad Wurzach  | ⊙        | 0,0           | 25. Sep. 1961 |
| Linde in Eintürnen                         | BW   | 84360104807 | Bad Wurzach  | ⊙        | 0,0           | 21. Nov. 2007 |
| Linde in Eintürnenberg                     | BW   | 84360104808 | Bad Wurzach  | ⊙        | 0,0           | 21. Nov. 2007 |
| Linde in Linden                            | BW   | 84360104809 | Bad Wurzach  | ⊙        | 0,0           | 21. Nov. 2007 |
| Sommerlinde auf dem Schlossbühl in Haidgau | BW   | 84360101501 | Bad Wurzach  | ⊙        | 0,0           | 20. Jan. 1938 |
| Sommerlinde beim Branntweinerhof           | BW   | 84360101502 | Bad Wurzach  | ⊙        | 0,0           | 19. Feb. 1963 |
| Sommerlinde beim Brodbacherhof             | BW   | 84360101507 | Bad Wurzach  | ⊙        | 0,0           | 29. Aug. 1973 |
| Sommerlinde beim Wangenbäuerle-Hof         | BW   | 84360101503 | Bad Wurzach  | ⊙        | 0,0           | 10. Sep. 1968 |
| Sommerlinde Haefe Beutels                  | BW   | 84360104901 | Bad Wurzach  | ⊙        | 0,0           | 18. Jan. 1937 |
| Sommerlinde in Arnach                      | BW   | 84360104701 | Bad Wurzach  | ⊙        | 0,0           | 11. Apr. 1958 |
| Legende für Naturdenkmal                   |      |             |              |          |               |               |